# Pnigalio rugatus
Pnigalio rugatus är en stekelart som beskrevs av Yoshimoto 1983. Pnigalio rugatus ingår i släktet Pnigalio och familjen finglanssteklar. Inga underarter finns listade i Catalogue of Life.